# دختر دیروز
دختر دیروز (انگلیسی: A Girl of Yesterday)یک فیلم کمدی-درام صامت آمریکایی محصول سال ۱۹۱۵ به کارگردانی آلن دوان است که توسط پارامونت پیکچرز توزیع شد. این فیلم داستان جین استوارت (با بازی مری پیکفورد)، دختری ساده و قدیمی را روایت می‌کند که به همراه برادرش جان توسط عمه فقیرشان، آنجلا، با ارزش‌های  سنتی و آداب و رسوم قدیمی بزرگ شده‌اند.
جین و جان در خانه‌ای محقر زندگی می‌کنند و همسایگان ثروتمندشان، خانواده مونرو، به آنها بی‌توجه هستند. اما زمانی که جین به طور ناگهانی ثروتی به ارث می‌برد، زندگی آنها  کاملاً تغییر می‌کند. خانواده مونرو و دیگران که قبلاً به آنها بی‌اعتنایی می‌کردند، حالا به دنبال جلب توجه آنها هستند.
جین سعی می‌کند با وجود ثروت جدیدش، به سبک زندگی ساده و  سنتی خود وفادار بماند، اما برادرش جان از توجه و تجملات جدید لذت می‌برد. در این میان، جین عاشق استنلی هادسون می‌شود، اما دختر شیطانی و مکار همسایه، رزانا دنفورد، سعی می‌کند با ترفندهایی مانع از رسیدن آنها به یکدیگر شود.
«دختر دیروز» به موضوعاتی مانند تفاوت طبقاتی، ارزش‌های  سنتی در مقابل مدرنیته و اهمیت صداقت و سادگی می‌پردازد. این فیلم همچنین نشان می‌دهد که چگونه ثروت و مادیات می‌توانند روابط و ارزش‌های انسانی را تحت تأثیر قرار دهند.